# Fotografická paměť
Fotografická paměť nebo eidetická paměť (z řeckého είδος – dívat se, podoba) je akt vnímání, při kterém po krátké expozici předmětů nebo jevů jsou lidé schopni si je nadále zapamatovat a vybavit ve všech podrobnostech, detailech a konturách. Mezi prvními popsali eidetismus srbský vědec Viktor Urbančič (1907) a německý psycholog Erich Rudolf Jaensch (1920), který spolu se svými žáky prováděl základní výzkum eidetismu.
Skutečně doložených případů fotografické paměti je pozoruhodně málo, pokud vůbec nějaký. Jsou proto pochybnosti, zda tento jev vůbec existuje. Například americký kognitivní vědec Marvin Minsky označil fotografickou paměť za „nepodložený mýtus“.
Grafickou fotografickou paměť má například britský umělec Stephen Wiltshire.